# 韦拉布格多夫
韦拉布格多夫是德国下萨克森州施拉登-韦拉市镇的一个区，总面积为12.01平方公里，海拔高度100米，2017年12月31日人口为748人。